# Platynus pugetanus
Platynus pugetanus är en skalbaggsart som beskrevs av Thomas Casey. Platynus pugetanus ingår i släktet Platynus och familjen jordlöpare. Inga underarter finns listade i Catalogue of Life.